# 인천양촌중학교
인천양촌중학교(仁川陽村中學校)는 대한민국 인천광역시 계양구 병방동에 있는 공립 중학교이다.

## 학교 연혁
- 2007년 2월 22일 : 인천양촌중학교 설립 허가 (30학급)
- 2007년 3월 1일 : 초대 김흥래 교장 취임
- 2007년 3월 2일 : 제1회 인천양촌중학교 입학식 (8학급 244명)
- 2007년 3월 30일 : 학교직영급식소 개소식
- 2007년 6월 5일 : 인천양촌중학교 개교식
- 2008년 5월 2일 : 학습도움실 개소식
- 2008년 10월 22일 : 학교도서관 해움터 개관식
- 2010년 2월 11일 : 제1회 졸업식(8학급 241명)
- 2024년 1월 23일 : 제15회 졸업식(4학급 67명)
- 2024년 3월 4일 : 제18회 입학식(4학급 42명)
- 2024년 9월 1일 : 제9대 송윤숙 교장 취임

## 참고 자료
- 인천양촌중학교 - 한국교육학술정보원 학교알리미